# 八幡浜東インターチェンジ
八幡浜東インターチェンジ（やわたはまひがしインターチェンジ）は愛媛県八幡浜市郷にある大洲・八幡浜自動車道（夜昼道路・八幡浜道路）のインターチェンジである。2005年時点の仮称は郷インターチェンジであった。
当ICを境に、夜昼道路と八幡浜道路に分かれる。

## 接続する道路
- 国道197号

## 歴史
- 2023年（令和5年）3月25日 : 当IC - 八幡浜IC間開通に伴い供用開始[2]。

## 周辺
- JR四国予讃線千丈駅

## 隣
大洲・八幡浜自動車道
夜昼道路（事業中）
大洲平野IC - 八幡浜東IC
八幡浜道路
八幡浜東IC - 八幡浜IC